# Investituur

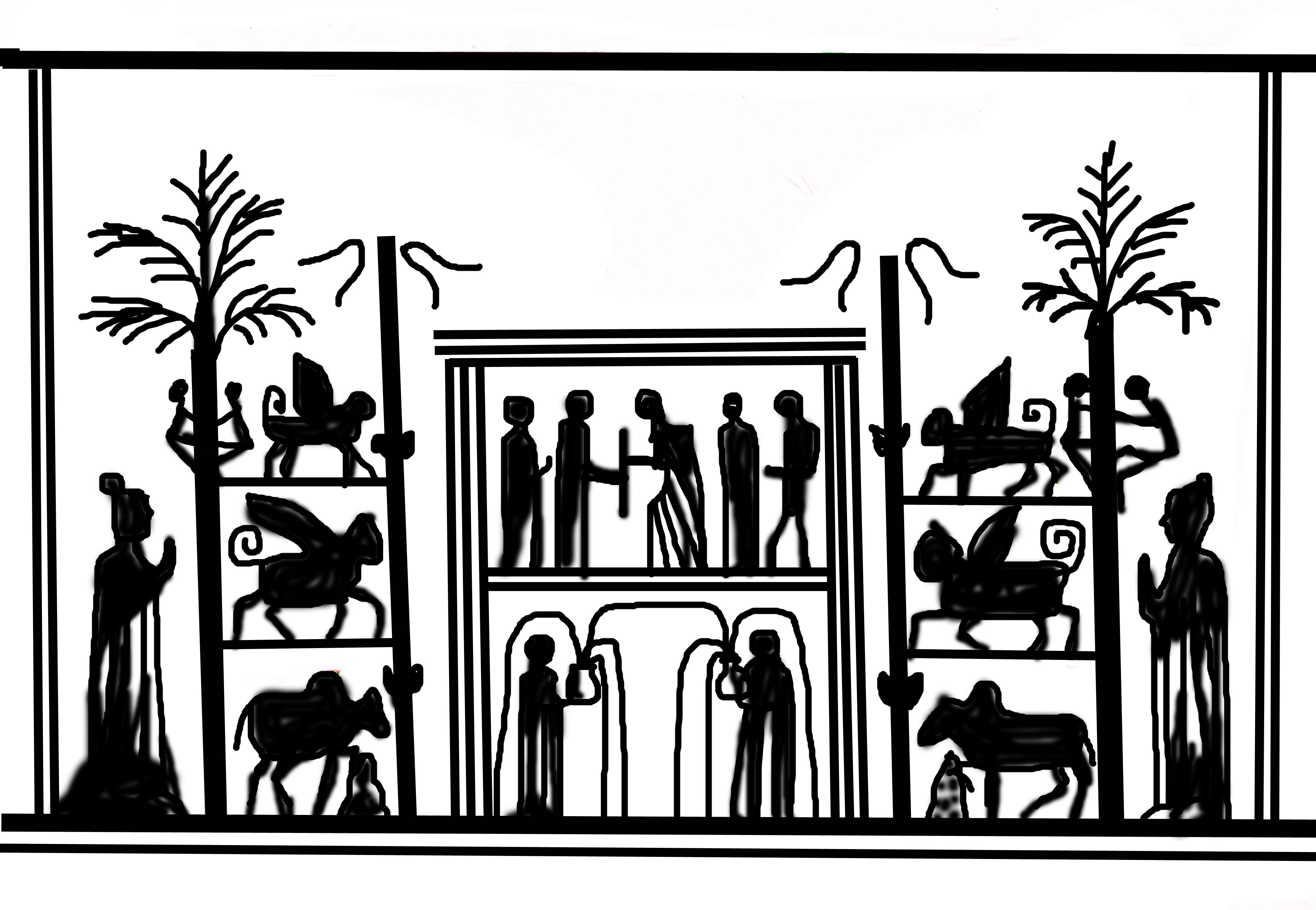
Benoeming koning Zimri Lim van Mari (Mesopotamië)Louvre

Investituur (uit het Latijn: vestire, 'aankleden' of 'bekleden') is een oude term voor de bevestiging van een persoon in een ambt door de bekleding met een waardigheidsteken. Het begrip werd in de middeleeuwen, vanaf ongeveer de 10e eeuw, gebruikt voor ambtsaanvaarding in een organisatie of voor overdracht van rechten op een grondgebied. Wezenlijk onderdeel van het ritueel is de symbolische overgave van een voorwerp, een gebruik dat al bekend is uit Mesopotamië omstreeks 1750 voor Christus. Het gebruik bestaat ook tegenwoordig nog, wereldwijd.

## Middeleeuwen

### Ambtsaanvaarding rooms-katholieke geestelijken
In de middeleeuwen ging het binnen de Rooms-Katholieke Kerk om het verlenen van de geestelijke waardigheid door het aanreiken van bisschopsring en scepter bij de wijding van bisschoppen. Na verloop van tijd werden er niet alleen geestelijken, maar ook gewone burgers in kerkelijke ambten benoemd, voornamelijk uit de heersende klasse, en ontvingen geestelijken en leken van de wereldlijke keizer de investituur. De wijding tot geestelijke werd door de kerk gedaan. De ring stond symbool voor het geestelijke werk binnen de kerkorganisatie en de staf voor het bestuurlijk werk binnen de wereldlijke macht. Na het Concordaat van Worms (1122) waren de rollen verdeeld; de keizer overhandigde de tekenen van het wereldlijke ambt aan de bisschop, de paus die voor het kerkelijke werk. Met deze afspraak werd een machtsstrijd tussen de Rooms-Duitse keizer en de paus van Rome, die bekend kwam te staan als de Investituurstrijd, afgezwakt. Het pausdom slaagde door het Concordaat van Worms erin om de greep naar de absolute heerschappij van de wereldlijke macht te dwarsbomen.

### Feodale overeenkomst
Bij de overdracht van grondbezit van eigenaar op gebruiker volgens de regels van het feodalisme maakte de investituur deel uit van het ritueel waarmee de overeenkomst werd bevestigd en vond ten overstaan van getuigen overgave van een kleine staf plaats. Deze gang van zaken was bij wet van Keizer Koenraad II geregeld in het Longobardische Rijk, beschreven in de Libri Feudorum. Was de leenheer zelf niet eigenaar maar gebruiker en gaf hij bepaalde gebruiksrechten uit. De feodale overeenkomst werd vaak bezegeld met een ring. In romantische boeken over de zogenaamde riddertijd, maar ook in geschiedkundig werk, werd en wordt dit ritueel ook vaak geduid als een bijzondere handeling die bij de ridderlijkheid hoorde. Doel en functie was echter van juridische aard.

## Huidig gebruik

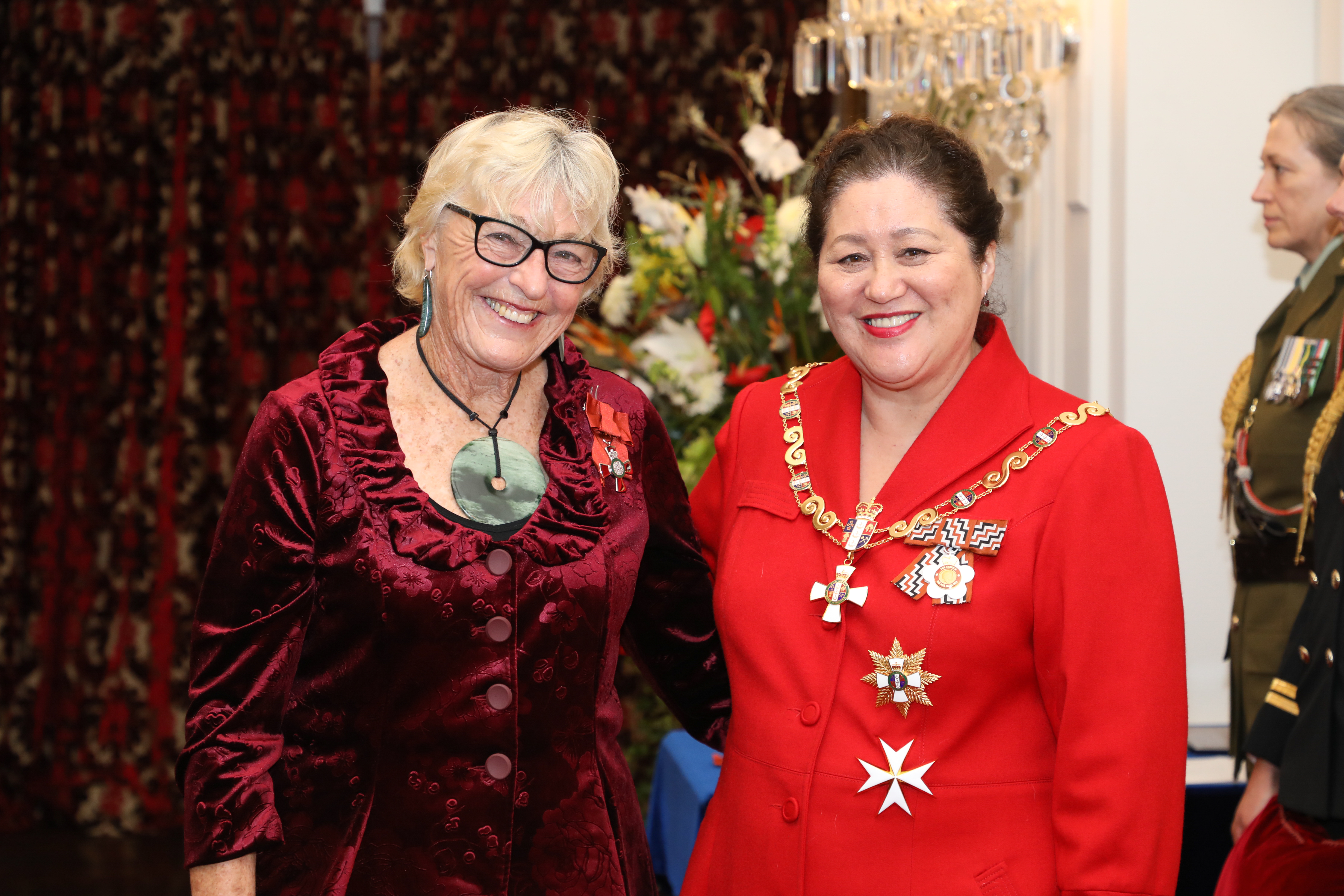
Anneke Borren bekleed met New Zealand Order of Merit

De overgave van een sierlijk voorwerp als teken voor ambtsaanvaarding of bevestiging van een afspraak is nog steeds opgenomen in wet- en regelgeving en leeft ook op andere manieren voort in de huidige tijd. Bij benoeming van een koning(in) is er de kroon, bij een burgemeester de ambtsketen, bij een universiteit de pedelstaf en bij sluiting van een huwelijk of partnerschap de ring van trouw. In het Verenigd Koninkrijk bestaat nog steeds een uitgebreid protocol voor het verlenen van orden en het benoemen tot ridder, wat the investitures wordt genoemd.